# Evla (Centar Zsupa)
Evla (macedónul: Евла) település Észak-Macedóniában, a Délnyugati körzet Centar Zsupa-i járásában.

## Története
1873-as adatok szerint hét háztartásban 18 keresztény (macedón) lakosa volt. 1900-ban a településnek 60 keresztény (macedón) és 130 török lakosa volt.

## Népesség
| Lakosok száma | 56   | 77   | 2    |      |
|               | 1948 | 1953 | 1961 | 2002 |

2002-ben lakatlan település.